# Epiplema acinacidaria
Epiplema acinacidaria är en fjärilsart som beskrevs av Herrich-Schäffer 1855. Epiplema acinacidaria ingår i släktet Epiplema och familjen Uraniidae. Inga underarter finns listade i Catalogue of Life.